# George Hirst
George Hirst (Sheffield, Inglaterra, 15 de febrero de 1999) es un futbolista británico que juega como delantero en el Ipswich Town F. C. de la EFL Championship.

## Trayectoria

### Sheffield Wednesday
Después de pasar por las categorías inferiores, Hirst firmó su primer contrato profesional con Sheffield Wednesday en marzo de 2016.
Hizo su debut con el primer equipo contra el Cambridge United el 9 de agosto de 2016, por la Copa EFL, en la derrota por 2-1. Su debut en liga se produjo el 10 de diciembre de 2016 contra el Reading en la derrota por 2-1. En abril de 2018, Hirst fue vinculado con el Manchester United después de rechazar un contrato a largo plazo en Sheffield Wednesday.

### OH Leuven
En junio de 2018, Hirst fue fichado por el equipo belga de segunda división, el Oud-Heverlee Leuven, dirigido por el exjugador del Sheffield Wednesday, Nigel Pearson.

### Leicester City
Después de solo una temporada en OH Leuven, Hirst se unió al Leicester City en el verano de 2019. El 19 de julio de 2020, Hirst hizo su debut con el Leicester, ingresando en el minuto 83 en la derrota por 3-0 ante el Tottenham Hotspur.

### Rotherham United
El 16 de septiembre de 2020, Hirst se unió al Rotherham United en condición de préstamo por una temporada.

### Portsmouth
El 3 de agosto de 2021, Hirst se unió al Portsmouth de la League One en calidad de préstamo para la temporada 2021-22. Marcó su primer gol con el club el 9 de noviembre de 2021 en la ronda eliminatoria del EFL Trophy contra el Crystal Palace.

### Blackburn Rovers
El 31 de agosto de 2022, Hirst se unió al Blackburn Rovers en calidad de préstamo por una temporada, con opción de compra.

### Ipswich Town
El 8 de enero de 2023, Hirst se incorporó al Ipswich Town en condición de préstamo por el resto de la temporada.
El 13 de julio de 2023, Hirst fue traspasado al Ipswich Town de forma permanente, firmando un contrato de cuatro años con el club. Marcó su primer gol en la Championship en su segundo debut con el club, anotando contra el Sunderland en la jornada inaugural de la temporada 2023-24.
En diciembre de 2023 sufrió una lesión en el bíceps femoral.

## Selección nacional
Hirst hizo su debut con la selección sub-17 durante la Copa Algarve en febrero de 2016; en su segundo partido con el equipo marcó dos goles contra Alemania en el empate 2-2. Posteriormente fue convocado para el Campeonato Europeo Sub-17 de la UEFA 2016 en Azerbaiyán. En la fase de grupos, Hirst marcó contra Dinamarca y en la derrota en cuartos de final contra España.
El 23 de agosto de 2016 fue convocado por primera vez con la selección sub-18. En el verano de 2017, Hirst representó a la Sub-20 en el Torneo Esperanzas de Toulon de 2017, anotando un triplete en el partido contra Cuba para llevar su cuenta de 2016-17 a 40 goles en todas las competiciones. Hirst fue titular en la final contra Costa de Marfil, en el cual Inglaterra ganó en los penaltis y posteriormente fue nombrado en el equipo del torneo.
El 1 de septiembre de 2017 anotó su segundo hat-trick del verano en la victoria contra Polonia, con la selección sub-19. En julio de 2018, Hirst fue incluido en el equipo para el Campeonato Europeo de la UEFA Sub-19 2018.
En mayo de 2019 fue incluido en el equipo de la sub-20 para el Torneo Maurice Revello de 2019.
En marzo de 2025 fue convocado por primera vez con la selección de Escocia. Hizo su debut ese mismo mes en el partido de ida de la promoción de ascenso y descenso de la Liga de Naciones de la UEFA 2024-25 ante Grecia que ganaron por cero a uno.

## Estadísticas
| Club                                 | Temporada           | Liga  | Liga  | Copas nacionales | Copas nacionales | Copas internacionales | Copas internacionales | Total | Total |
| Club                                 | Temporada           | Part. | Goles | Part.            | Goles            | Part.                 | Goles                 | Part. | Goles |
| ------------------------------------ | ------------------- | ----- | ----- | ---------------- | ---------------- | --------------------- | --------------------- | ----- | ----- |
| Sheffield Wednesday F. C. Inglaterra | 2016-17             | 1     | 0     | 1                | 0                | –                     | –                     | 2     | 0     |
| Sheffield Wednesday F. C. Inglaterra | 2017-18             | 0     | 0     | 0                | 0                | –                     | –                     | 0     | 0     |
| Sheffield Wednesday F. C. Inglaterra | Total               | 1     | 0     | 1                | 0                | –                     | –                     | 2     | 0     |
| Oud-Heverlee Leuven · Bélgica        | 2018-19             | 22    | 3     | 1                | 0                | –                     | –                     | 23    | 3     |
| Oud-Heverlee Leuven · Bélgica        | Total               | 22    | 3     | 1                | 0                | –                     | –                     | 23    | 3     |
| Leicester City F. C. Inglaterra      | 2019-20             | 2     | 0     | 0                | 0                | –                     | –                     | 2     | 0     |
| Leicester City F. C. Inglaterra      | 2020-21             | 0     | 0     | 0                | 0                | –                     | –                     | 0     | 0     |
| Leicester City F. C. Inglaterra      | Total               | 2     | 0     | 0                | 0                | –                     | –                     | 2     | 0     |
| Rotherham United F. C. Inglaterra    | 2020-21             | 31    | 0     | 1                | 0                | –                     | –                     | 32    | 0     |
| Rotherham United F. C. Inglaterra    | Total               | 31    | 0     | 1                | 0                | –                     | –                     | 32    | 0     |
| Portsmouth F. C. Inglaterra          | 2021-22             | 40    | 13    | 6                | 2                | –                     | –                     | 46    | 15    |
| Portsmouth F. C. Inglaterra          | Total               | 40    | 13    | 6                | 2                | –                     | –                     | 46    | 15    |
| Blackburn Rovers F. C. Inglaterra    | 2022-23             | 9     | 0     | 2                | 0                | –                     | –                     | 11    | 0     |
| Blackburn Rovers F. C. Inglaterra    | Total               | 9     | 0     | 2                | 0                | –                     | –                     | 11    | 0     |
| Ipswich Town F. C. Inglaterra        | 2022-23             | 21    | 6     | 2                | 1                | –                     | –                     | 23    | 7     |
| Ipswich Town F. C. Inglaterra        | 2023-24             | 0     | 0     | 0                | 0                | –                     | –                     | 0     | 0     |
| Ipswich Town F. C. Inglaterra        | Total               | 21    | 6     | 2                | 1                | –                     | –                     | 23    | 7     |
| Total en su carrera                  | Total en su carrera | 126   | 22    | 13               | 3                | –                     | –                     | 139   | 25    |